# Ruben Vargas
Ruben Vargas (Adligenswil, Luzern kanton, 1998. augusztus 5. –) svájci válogatott labdarúgó, a spanyol Sevilla középpályása.

## Pályafutása

### Klubcsapatokban
Vargas a svájci Adligenswil községben született. Az ifjúsági pályafutását az Adligenswil és a Kriens csapatában kezdte, majd a Luzern akadémiájánál folytatta.
2017-ben mutatkozott be a Luzern első osztályban szereplő felnőtt keretében. 2019. július 1-jén szerződést kötött a német első osztályban érdekelt Augsburg együttesével. Először a 2019. augusztus 17-ei, Borussia Dortmund ellen 5–1-re elvesztett mérkőzésen lépett pályára. Első gólját 2019. augusztus 24-én, az Union Berlin ellen hazai pályán 1–1-es döntetlennel zárult találkozón szerezte meg.
2025. január 9-én 2029. június 30-ig szóló szerződést írt alá a spanyol Sevilla csapatával.

### A válogatottban
Vargas az U21-es korosztályú válogatottban is képviselte Svájcot.
2019-ben debütált a felnőtt válogatottban. Először a 2019. szeptember 8-ai, Gibraltár ellen 4–0-ra megnyert mérkőzés 74. percében, Granit Xhakat váltva lépett pályára. Első válogatott gólját 2019. november 18-án, szintén Gibraltár ellen 6–1-es győzelemmel zárult EB-selejtezőn szerezte meg. 2024. június 7-én bekerült Murat Yakın szövetségi kapitány 26 fős keretébe, akik utaznak az Európa-bajnokságra.

## Statisztika
2023. május 27. szerint.
| Klub     | Szezon   | Bajnokság          | Bajnokság | Bajnokság | Kupa  | Kupa  | Nemzetközi | Nemzetközi | Összesen | Összesen |
| Klub     | Szezon   | Bajnokság          | Mérk.     | Gólok     | Mérk. | Gólok | Mérk.      | Gólok      | Mérk.    | Gólok    |
| -------- | -------- | ------------------ | --------- | --------- | ----- | ----- | ---------- | ---------- | -------- | -------- |
| Luzern   | 2017–18  | Swiss Super League | 19        | 1         | 1     | 0     | —          | —          | 20       | 1        |
| Luzern   | 2018–19  | Swiss Super League | 31        | 8         | 5     | 2     | 2          | 0          | 38       | 10       |
| Luzern   | Összesen | Összesen           | 50        | 9         | 6     | 2     | 2          | 0          | 58       | 11       |
| Augsburg | 2019–20  | Bundesliga         | 33        | 6         | 0     | 0     | —          | —          | 33       | 6        |
| Augsburg | 2020–21  | Bundesliga         | 30        | 6         | 2     | 1     | —          | —          | 32       | 7        |
| Augsburg | 2021–22  | Bundesliga         | 29        | 1         | 1     | 1     | —          | —          | 30       | 2        |
| Augsburg | 2022–23  | Bundesliga         | 23        | 3         | 1     | 0     | —          | —          | 24       | 3        |
| Augsburg | Összesen | Összesen           | 115       | 16        | 4     | 2     | 0          | 0          | 119      | 18       |
| Összesen | Összesen | Összesen           | 165       | 25        | 10    | 4     | 2          | 0          | 177      | 29       |

### A válogatottban
| Válogatott | Év       | Pályára lépés | Gól |
| ---------- | -------- | ------------- | --- |
| Svájc      | 2019     | 3             | 1   |
| Svájc      | 2020     | 5             | 0   |
| Svájc      | 2021     | 14            | 3   |
| Svájc      | 2022     | 9             | 0   |
| Svájc      | 2023     | 4             | 1   |
| Összesen   | Összesen | 35            | 5   |

#### Góljai a válogatottban
| # | Időpont             | Helyszín                       | Ellenfél    | Gólok | Eredmény | Kiírás               |
| - | ------------------- | ------------------------------ | ----------- | ----- | -------- | -------------------- |
| 1 | 2019. november 18.  | Victoria Stadion, Gibraltár    | Gibraltár   | 2–0   | 6–1      | 2020-as EB-selejtező |
| 2 | 2021. március 31.   | Kybunpark, Sankt Gallen, Svájc | Finnország  | 2–2   | 3–2      | Barátságos mérkőzés  |
| 3 | 2021. szeptember 1. | St. Jakob-Park, Bázel, Svájc   | Görögország | 2–1   | 2–1      | Barátságos mérkőzés  |
| 4 | 2021. november 15.  | Swissporarena, Luzern, Svájc   | Bulgária    | 2–0   | 4–0      | 2022-es VB-selejtező |
| 5 | 2023. március 28.   | Stade de Genève, Genf, Svájc   | Izrael      | 1–0   | 3–0      | 2024-es EB-selejtező |